# Mysis gaspensis
Mysis gaspensis är en kräftdjursart som beskrevs av O. Tattersall 1954. Mysis gaspensis ingår i släktet Mysis och familjen Mysidae. Inga underarter finns listade i Catalogue of Life.